# Winna Góra (Grande-Pologne)
Pour les articles homonymes, voir Winna Góra.
Winna Góra (prononciation : [ˈvinna ˈɡura]) est un village polonais de la gmina de Środa Wielkopolska dans le powiat de Środa Wielkopolska de la voïvodie de Grande-Pologne dans le centre-ouest de la Pologne.
Il se situe à environ 12 kilomètres à l'est de Środa Wielkopolska (siège de la gmina et du powiat) et à 43 kilomètres au sud-est de Poznań (capitale régionale).
C'est aussi le village où meurt le général Jean-Henri Dombrowski en 1818.

## Histoire
De 1975 à 1998, le village faisait partie du territoire de la voïvodie de Poznań.

Depuis 1999, Winna Góra est situé dans la voïvodie de Grande-Pologne.
Le village possède une population de 420 habitants.